# Luke Greenbank
Luke Greenbank (Crewe, 17 de septiembre de 1997) es un deportista británico que compite en natación, especialista en el estilo espalda.
Participó en los Juegos Olímpicos de Tokio 2020, obteniendo dos medallas, plata en el relevo 4 × 100 m estilos y bronce en 200 m espalda.
Ganó cuatro medallas en el Campeonato Mundial de Natación, en los años 2019 y 2022, tres medallas en el Campeonato Europeo de Natación, en los años 2021 y 2022, y dos medallas en el Campeonato Europeo de Natación en Piscina Corta, en los años 2019 y 2023.

## Palmarés internacional
| Juegos Olímpicos                    | Juegos Olímpicos        | Juegos Olímpicos  | Juegos Olímpicos  |
| Año                                 | Lugar                   | Medalla           | Prueba            |
| ----------------------------------- | ----------------------- | ----------------- | ----------------- |
| 2020                                | Tokio (Japón)           | Medalla de plata  | 4 × 100 m estilos |
| 2020                                | Tokio (Japón)           | Medalla de bronce | 200 m espalda     |
| Campeonato Mundial                  |                         |                   |                   |
| Año                                 | Lugar                   | Medalla           | Prueba            |
| 2019                                | Gwangju (Corea del Sur) | Medalla de oro    | 4 × 100 m estilos |
| 2019                                | Gwangju (Corea del Sur) | Medalla de bronce | 200 m espalda     |
| 2022                                | Budapest (Hungría)      | Medalla de plata  | 200 m espalda     |
| 2022                                | Budapest (Hungría)      | Medalla de bronce | 4 × 100 m estilos |
| Campeonato Europeo                  |                         |                   |                   |
| Año                                 | Lugar                   | Medalla           | Prueba            |
| 2021                                | Budapest (Hungría)      | Medalla de oro    | 4 × 100 m estilos |
| 2021                                | Budapest (Hungría)      | Medalla de plata  | 200 m espalda     |
| 2022                                | Roma (Italia)           | Medalla de bronce | 200 m espalda     |
| Campeonato Europeo en Piscina Corta |                         |                   |                   |
| Año                                 | Lugar                   | Medalla           | Prueba            |
| 2019                                | Glasgow (Reino Unido)   | Medalla de bronce | 200 m espalda     |
| 2023                                | Otopeni (Rumania)       | Medalla de plata  | 200 m espalda     |